# Sprzęgło rozruchowe

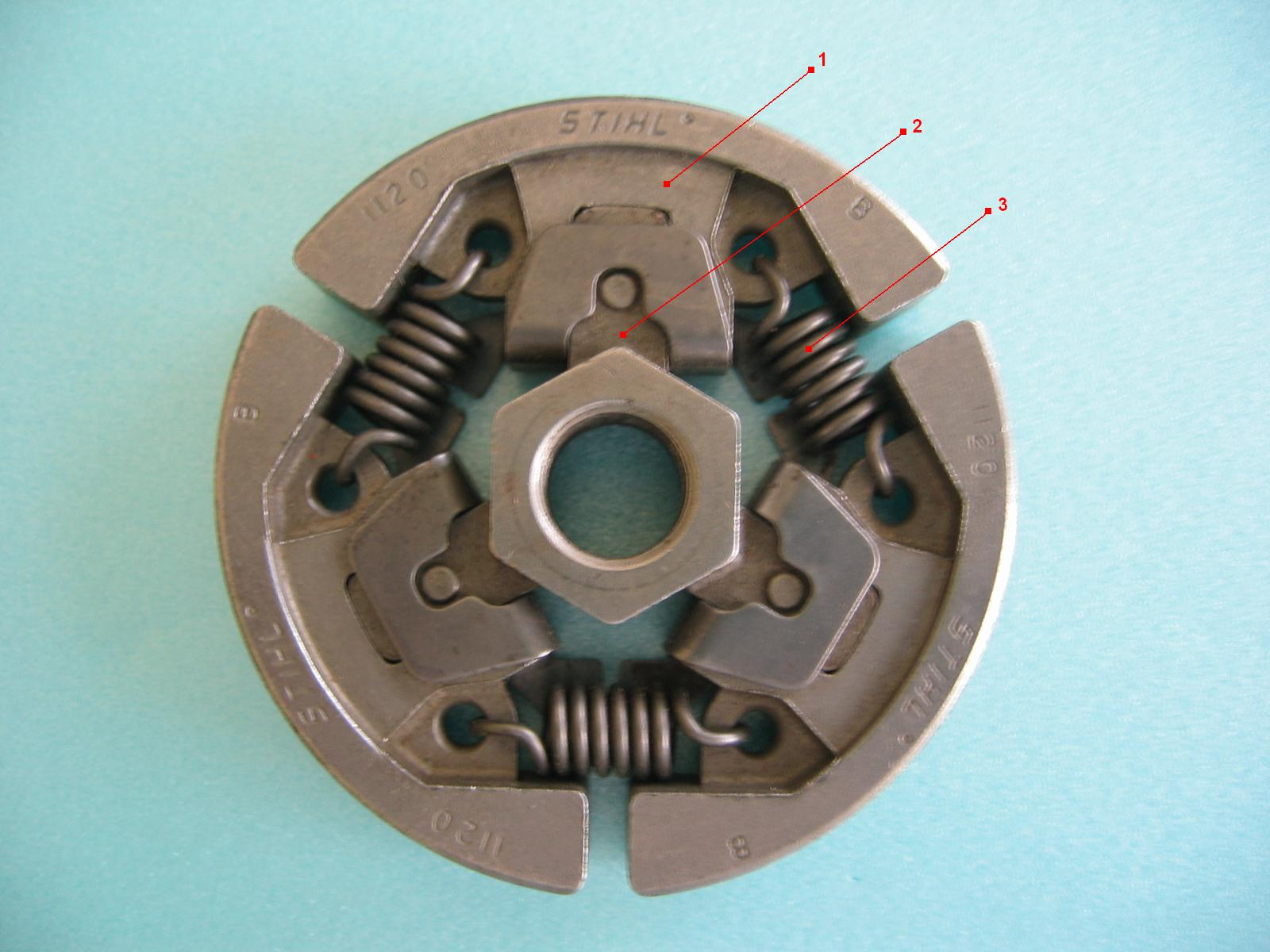
Przykład sprzęgła rozruchowego (odśrodkowe promieniowe) - część napędzana: 1-ciężarek, 2-zabierak, 3-sprężyna.

Sprzęgło rozruchowe – należy do tzw. sprzęgieł specjalnych, ponieważ obok swojej podstawowej funkcji, jaką jest łączenie wałów spełnia dodatkowe funkcje. Stosuje się je wtedy, gdy rozruch układu napędowego o dużych momentach bezwładności jest utrudniony.
Po włączeniu silnika pozwalamy mu się rozpędzić i dopiero po przekroczeniu pewnej prędkości obrotowej (np. nominalnej) następuje sprzęgnięcie elementów napędzanych z silnikiem.
Stosujemy je także wówczas, gdy występuje nadmiernie przedłużający się czas rozruchu.
Jeśli w przypadku układu napędowego składającego się z silnika spalinowego i maszyny roboczej (np. samochodu) występuje stałe sprzężenie wału silnika z wałem maszyny roboczej mogą wystąpić trudności z uruchomieniem silnika, ponieważ przy małych prędkościach obrotowych jego moment jest mniejszy od momentu zapotrzebowanego przez maszynę roboczą.
Dla silnika spalinowego na czas rozruchu silnika rozłączamy wał silnika z wałem maszyny roboczej, a następnie łączymy je ponownie wykorzystując do tego celu:
- Sterowane z zewnątrz sprzęgła cierne
- Włączalne w ruchu bądź sterowane z zewnątrz sprzęgła hydrokinetyczne (przy przenoszeniu większych mocy, łącznikiem tutaj jest ciecz)

Sprzęgła rozruchowe zmniejszają również długotrwałe przeciążenie silnika nadmiernym momentem rozruchowym
Chronią także przed nadmiernym rozgrzaniem izolacji i okresowym przeciążeniem sieci elektrycznej (w przypadku silników elektrycznych asynchronicznych, krótko zwarciowych)
Popularne są sprzęgła rozruchowe odśrodkowe są sterowane siłą odśrodkową. W tego typu sprzęgłach na łączniki (np. klocki hamulcowe, szczęki) działa siła odśrodkowa, która dociska je do jednego z członów sprzęgła i tym samym za pomocą tarcia przenoszony jest moment z członu czynnego na człon bierny.
Sprzęgła rozruchowe mogą także działać jednocześnie jako sprzęgła bezpieczeństwa, które chronią przed nadmiernym wzrostem obciążenia układu momentem skręcającym, który może wystąpić po stronie silnika oraz maszyny roboczej.